# Mladen Veselinović (cầu thủ bóng đá Bosna)
Mladen Veselinović (Младен Веселиновић; sinh 4 tháng 1 năm 1993) là một tiền vệ bóng đá Bosnia-Serbia thi đấu cho FK Borac Banja Luka ở Giải bóng đá ngoại hạng Bosnia và Herzegovina.

## Sự nghiệp
Sinh ra ở Zenica, Veselinović chơi bóng ở câu lạc bộ Bosnia Sloga Doboj, xuất hiện ở Cúp bóng đá Bosnia và Herzegovina.
Năm 2013, anh ký hợp đồng với Viktoria Plzeň nhưng cho mượn đến Baník Most.
Anh ra mắt ngày 2 tháng 8 năm 2014 ở trận đấu Czech 2. liga trước MFK Karviná.

## Sự nghiệp quốc tế
Veselinović từ năm 2013 là thành viên của U-21 Bosnia và Herzegovina.